# Sławomir Marzec
Sławomir Marzec (ur. 1962 w Lublinie) – artysta wizualny, malarz, twórca instalacji, performer, pedagog, autor tekstów, krytyk i teoretyk sztuki. Zajmuje się malarstwem abstrakcyjnym, nawiązującym do neoekspresjonizmu. Tworzy również formy rzeźbiarskie.
Studiował na Wydziale Malarstwa Akademii Sztuk Pięknych w Warszawie w pracowni prof. Stefana Gierowskiego (1986). Aneks do dyplomu w pracowni prof. Ryszarda Winiarskiego. Studiował następnie w Kunstakademie w Düsseldorfie, w pracowni form przestrzennych prof. G. Ueckera (1988).
Naukowo związany z Katedrą Projektowania i Konserwacji Krajobrazu na Uniwersytecie Przyrodniczym w Lublinie, wykłada również na warszawskiej ASP.
W połowie lat 80. wystawiał z ugrupowaniem zwanym „Pracownia Winiarskiego”.
Publikuje teksty o sztuce m.in. w „New York Art Magazine”, „Contemporary”, „Exit”, „Kresy”.